# 阿尔帕戈
阿尔帕戈（義大利語：Alpago）是意大利威尼托大区貝盧諾省的市镇。面积为80.34平方公里，2017年人口数量为6858人。
该市镇是在2016年2月23日由法拉-达尔帕戈、皮耶韦-达尔帕戈和波斯-达尔帕戈三市镇合并而成。